# Sains-lès-Marquion
Sains-lès-Marquion là một commune in the tỉnh Pas-de-Calais, vùng Hauts-de-France, Pháp.

## Địa lý
Sains-lès-Marquion có cự ly khoảng 19 dặm (31 km) về phía đông nam Arras, tại giao lộ của các tuyến đường D15 và D16.

## Dân số
| 1962                                                    | 1968 | 1975 | 1982 | 1990 | 1999 | 2006 |
| ------------------------------------------------------- | ---- | ---- | ---- | ---- | ---- | ---- |
| 350                                                     | 351  | 324  | 315  | 276  | 300  | 333  |
| Số liệu thống kê từ năm 1962: Dân số không tính hai lần |      |      |      |      |      |      |

## Địa điểm nổi bật
- Nhà thờ St. Saturnine, xây lại sau đệ nhất thế chiến.